# Springaren, Nykarleby
Springaren är en ö i Finland. Den ligger i Bottenviken och i kommunen Nykarleby i den ekonomiska regionen  Jakobstadsregionen i landskapet Österbotten, i den västra delen av landet. Ön ligger omkring 69 kilometer nordöst om Vasa och omkring 410 kilometer norr om Helsingfors.
Öns area är 1,8 hektar och dess största längd är 200 meter i sydöst-nordvästlig riktning.